# 社家駅
社家駅（しゃけえき）は、神奈川県海老名市社家五丁目にある、東日本旅客鉄道（JR東日本）相模線の駅である。

## 歴史
- 1926年（大正15年）7月15日：倉見 - 厚木間の開通時に、相模鉄道の駅として開業[1]。
- 1944年（昭和19年）6月1日：国有化、運輸通信省（後の日本国有鉄道）相模線の駅となる[1]。
- 1962年（昭和37年）
  - 6月1日：貨物取扱が廃止[1]。相模川で採取された砂利を主に扱っていた。
  - 10月10日：荷物扱い廃止[1]。駅員無配置駅となる[3]。
- 1987年（昭和62年）4月1日：国鉄分割民営化により、JR東日本の駅となる[1]。
- 2001年（平成13年）11月18日：ICカードSuica供用開始。
- 2014年（平成26年）12月26日：出札窓口の営業を終了。
- 2016年（平成28年）3月13日：橋本駅の遠隔管理の下で無人化を実施[4]。
- 2021年（令和3年）8月30日：社家地区での住居表示実施に伴い、所在地表記が社家115番地から現表記に変更される。
- 2023年（令和5年）3月6日：エレベーターを設置。

## 駅構造
島式ホーム1面2線を有する地上駅である。駅舎とホームは跨線橋で連絡している。このコンクリート造りの駅舎は開業当初からのもので、アーチ型の入口が特徴。倉見駅と共通の意匠である。駅を開設した相模鉄道が砂利事業を行っており、自社で資材を調達したためにコンクリート造りとなっている。
駅舎には自動券売機と簡易Suica改札機が設置されている。お客さまサポートコールシステムが導入されている無人駅である。2014年12月26日まで営業していた出札窓口では、長距離乗車券や指定券なども発売していた。また、無人化前は業務委託駅（JR東日本ステーションサービス委託）で、自動改札機は設置されておらず、改札口での有人時間帯は駅員が集札を行っていた。

### のりば
| 番線 | 路線    | 方向 | 行先                   |
| ---- | ------- | ---- | ---------------------- |
| 1    | ■相模線 | 上り | 寒川・茅ケ崎方面       |
| 2    | ■相模線 | 下り | 厚木・海老名・橋本方面 |

（出典：JR東日本:駅構内図）

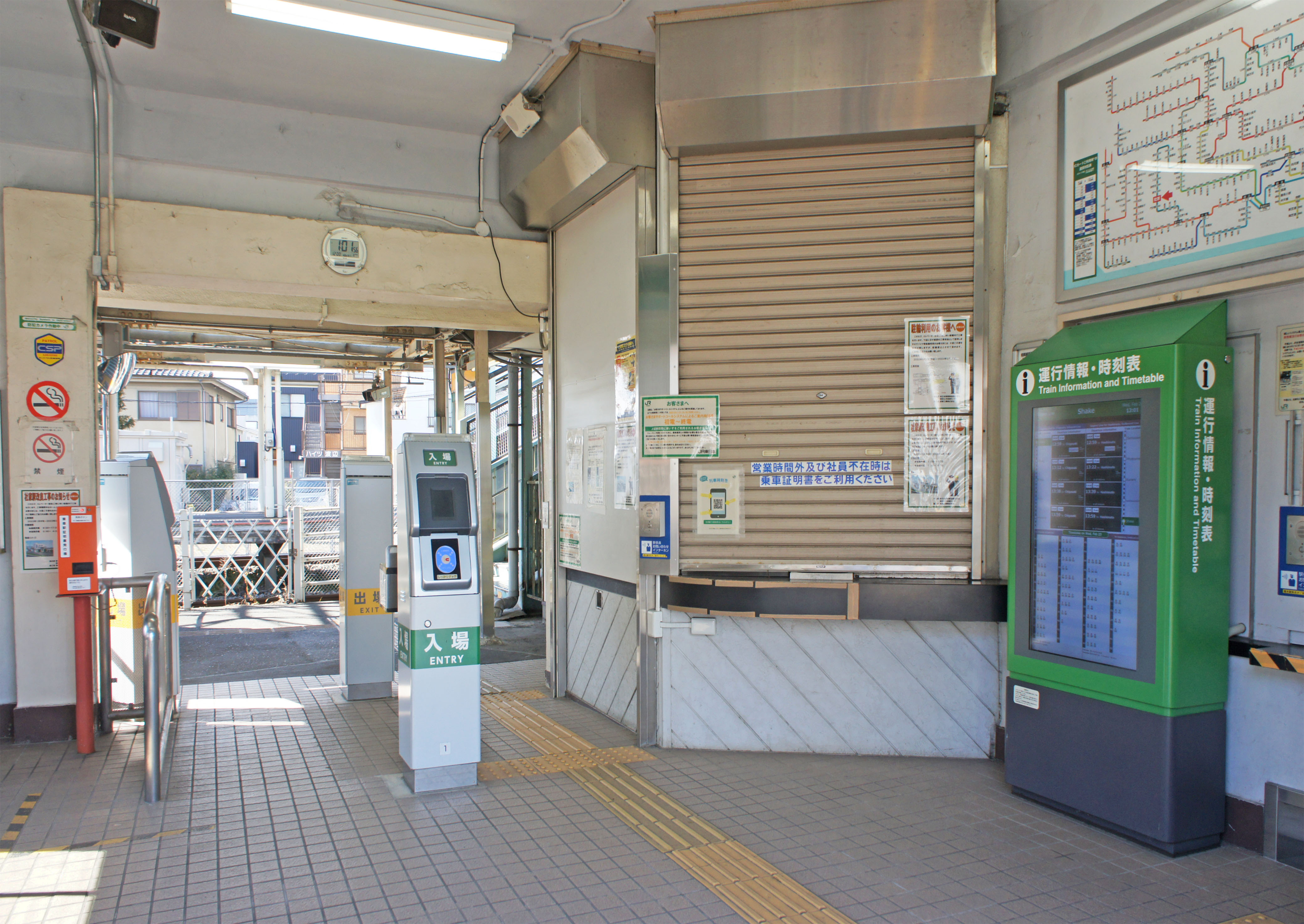
改札口（2022年2月）
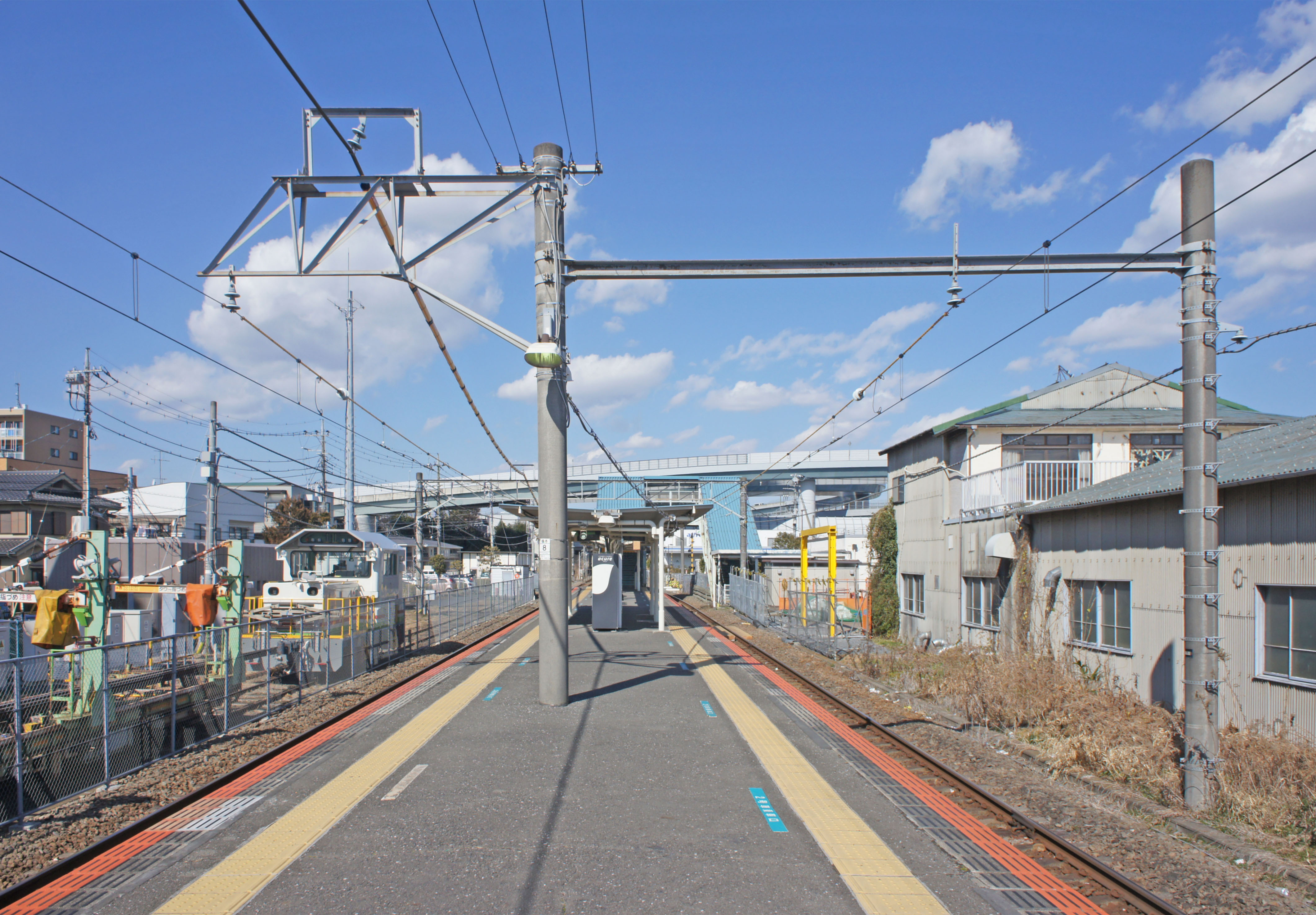
ホーム（2022年2月）

## 利用状況
2014年度（平成26年度）の1日平均乗車人員は2,101人である。
近年の推移は下記の通り。
| 年度               | 1日平均 乗車人員 |
| ------------------ | ---------------- |
| 1995年（平成07年） | 1,852            |
| 2000年（平成12年） | 1,631            |
| 2001年（平成13年） | 1,507            |
| 2002年（平成14年） | 1,450            |
| 2003年（平成15年） | 1,354            |
| 2004年（平成16年） | 1,344            |
| 2005年（平成17年） | 1,361            |
| 2006年（平成18年） | 1,466            |
| 2007年（平成19年） | 1,539            |
| 2008年（平成20年） | 1,599            |
| 2009年（平成21年） | 1,605            |
| 2010年（平成22年） | 1,646            |
| 2011年（平成23年） | 1,761            |
| 2012年（平成24年） | 1,928            |
| 2013年（平成25年） | 2,029            |
| 2014年（平成26年） | 2,101            |

## 駅周辺
駅周辺は田園地帯が広がる。駅のすぐ北側を東名高速道路が通過し、海老名JCTが設けられている。
- 相模大堰
- コカ・コーラボトラーズジャパン海老名工場
- 神奈川県立有馬高等学校
- 中野多目的広場 - 車で5分
- 川上産業 厚木工場
- 海老名市立社家小学校

## 隣の駅
東日本旅客鉄道（JR東日本）
■相模線
門沢橋駅 - 社家駅 - *中新田駅 - 厚木駅
*打消線は廃駅

### 記事本文
1. 1 2 3 4 5 6  石野哲 編『停車場変遷大事典 国鉄・JR編』 II（初版）、JTB、1998年10月1日、82頁。ISBN 978-4-533-02980-6。
2. 1 2 3  “駅の情報（社家駅）：JR東日本”.   東日本旅客鉄道. 2023年11月18日時点のオリジナルよりアーカイブ。2023年11月19日閲覧。
3. ↑  「通報 ●相模線宮山駅外4駅の駅員無配置について（営業局）」『鉄道公報』日本国有鉄道総裁室文書課、1962年10月9日、2面。
4. ↑  “東日本ユニオンNo.124号” (PDF). JR 東日本労働組合横浜地方本部. (2015年12月6日) 2016年3月13日閲覧。
5. ↑  相鉄グループ100年史 編纂事務局 (2018年12月). “相鉄グループ100年史”. 相模鉄道. p. 19.
6. ↑  統計えびな - 海老名市
7. ↑  神奈川県県勢要覧
8. ↑  線区別駅別乗車人員（1日平均）の推移

### 利用状況
JR東日本の2000年度以降の乗車人員
1. ↑  JR東日本 各駅の乗車人員（2000年度）
2. ↑  JR東日本 各駅の乗車人員（2001年度）
3. ↑  JR東日本 各駅の乗車人員（2002年度）
4. ↑  JR東日本 各駅の乗車人員（2003年度）
5. ↑  JR東日本 各駅の乗車人員（2004年度）
6. ↑  JR東日本 各駅の乗車人員（2005年度）
7. ↑  JR東日本 各駅の乗車人員（2006年度）
8. ↑  JR東日本 各駅の乗車人員（2007年度）
9. ↑  JR東日本 各駅の乗車人員（2008年度）
10. ↑  JR東日本 各駅の乗車人員（2009年度）
11. ↑  JR東日本 各駅の乗車人員（2010年度）
12. ↑  JR東日本 各駅の乗車人員（2011年度）
13. ↑  JR東日本 各駅の乗車人員（2012年度）
14. ↑  JR東日本 各駅の乗車人員（2013年度）
15. ↑  JR東日本 各駅の乗車人員（2014年度）